# جذابیت جسمانی

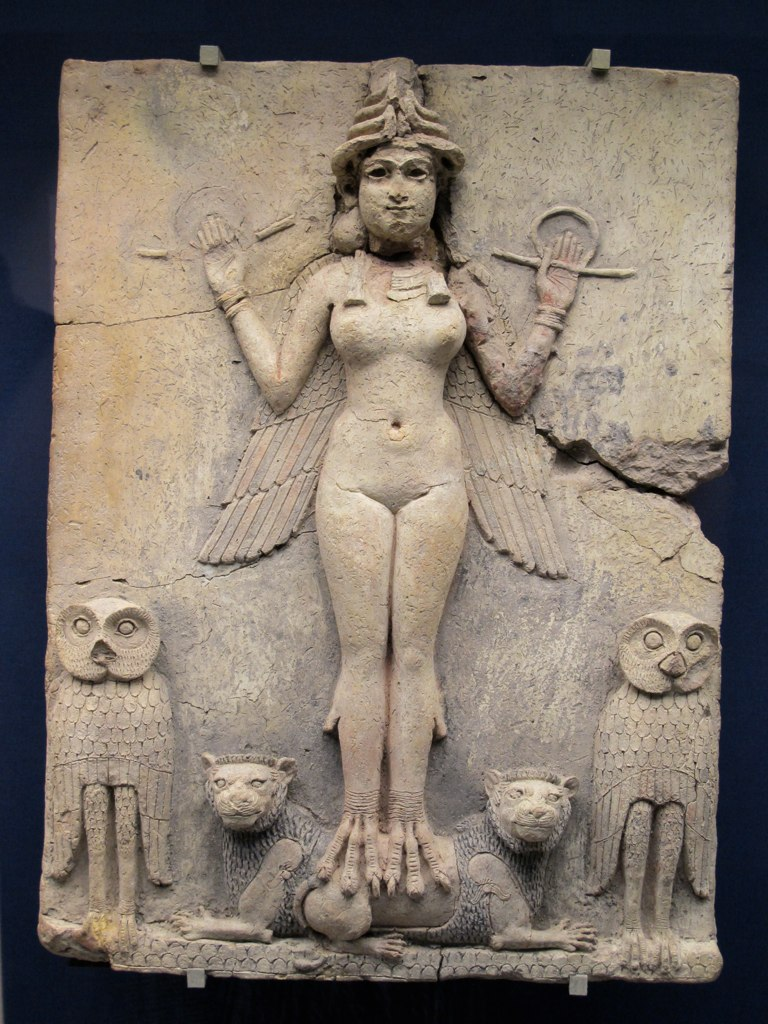
ایشتار، الهه عشق جنسی و جنگ بین‌النهرین. این الهه با مفاهیمی چون تمایلات جنسی، عشق و باروری همراه بوده‌است.

جذابیت جسمانی یا جذابیت فیزیکی به درجه‌ای گفته می‌شود که ویژگی‌های فیزیکی یک فرد از نظر زیبایی‌شناسی دلپذیر یا زیبا در نظر گرفته می‌شود. این اصطلاح اغلب دلالت بر جذابیت یا مطلوبیت جنسی دارد، اما همچنین می‌تواند از هر دو متمایز باشد. عوامل زیادی وجود دارد که بر جذب یک فرد به دیگری تأثیر می‌گذارد که جنبه‌های فیزیکی یکی از آنهاست. جذابیت فیزیکی خود شامل ادراکات جهانی مشترک در همه فرهنگ‌های بشری (مانند تقارن چهره)، ویژگی‌های وابسته اجتماعی-فرهنگی و ترجیحات شخصی منحصر به یک فرد خاص است. جذابیت جسمانی و شغل نیز با هم ارتباط دارند افراد جذاب دارای مزایای شغلی از جمله یافتن مشاغل بهتر، دریافت دستمزد بالاتر و دریافت ارزیابی‌های عملکرد مطلوب‌تر نسبت به همتایانی با جذابیت کمتر هستند جذابیت فیزیکی به طور غیرقابل انکاری در اشتغال نقش دارد.
در بسیاری از موارد، انسان‌ها به‌طور ناخودآگاه ویژگی‌های مثبتی مانند هوش و صداقت را به افراد جذاب نسبت می‌دهند. از تحقیقات انجام شده در ایالات متحده و انگلستان، مشخص شد که ارتباط بین هوش و جذابیت فیزیکی در بین مردان قوی‌تر از زنان است. روانشناسان تکاملی سعی کرده‌اند پاسخ دهند که چرا افرادی که از نظر جسمی جذاب‌تر هستند به‌طور میانگین باید باهوش‌تر باشند و این ایده را مطرح کرده‌اند که هم هوش عمومی و هم جذابیت فیزیکی ممکن است شاخص‌های برازندگی ژنتیکی باشند. ویژگی‌های فیزیکی یک فرد می‌تواند نشانه‌هایی برای باروری و سلامتی باشد، مطالعات مدل‌سازی آماری نشان می‌دهد که متغیرهای شکل صورت که جنبه‌های سلامت فیزیولوژیکی، از جمله چربی بدن و فشار خون را منعکس می‌کنند نیز بر ادراک ناظران از سلامت تأثیر می‌گذارند. توجه به این عوامل موفقیت باروری را افزایش می‌دهد و بازنمایی ژن‌های فرد را در جمعیت بیشتر می‌کند.
مردان دگرجنس‌گرا به‌طور میانگین جذب زنانی می‌شوند که ظاهری جوان دارند و ویژگی‌هایی مانند صورت متقارن، سینه‌های پر، لب‌های پر و نسبت کمر به باسن کمتری دارند. زنان دگرجنس‌گرا، به‌طور میانگین، مجذوب مردانی می‌شوند که قدشان بلندتر از آن‌هاست و دارای درجه بالایی از تقارن صورت، دودیسی صورت مردانه، قدرت بالاتنه بیشتر، شانه‌های پهن‌تر، کمر نسبتاً باریک و نیم تنه V شکل هستند.

## عوامل مشارکت‌کننده عمومی
به‌طور کلی، جذابیت فیزیکی را می‌توان از چند منظر مشاهده کرد. با ادراکات جهانی مشترک در تمام فرهنگ‌های بشری بین انسان‌ها، جنبه‌های فرهنگی و اجتماعی و ترجیحات ذهنی فردی. درک جذابیت می‌تواند تأثیر قابل توجهی بر نحوه قضاوت افراد از نظر شغل یا فرصت‌های اجتماعی، دوستی، رفتار جنسی و ازدواج داشته باشد.
برخی از ویژگی‌های فیزیکی هم در مردان و هم در زنان جذاب هستند، به ویژه تقارن بدن و صورت، اگرچه یک گزارش مخالف نشان می‌دهد که «بی عیب و نقص مطلق بودن» با تقارن کامل می‌تواند «عجیب و اذیت کننده» باشد. تقارن ممکن است از نظر تکاملی به عنوان نشانه ای از سلامتی مفید باشد زیرا عدم تقارن «نشان دهنده بیماری یا آسیب گذشته‌است». یک مطالعه نشان داد که افراد می‌توانند با دیدن یک عکس به مدت یک صدم ثانیه، «زیبایی را در سطح زیرآگاهی بسنجند» سایر عوامل مهم عبارتند از: جوانی، شفافیت پوست و صافی پوست. و «رنگ زنده» در چشم و مو. با این حال، تفاوت‌های بسیار زیادی بر اساس جنسیت وجود دارد.
مطالعه‌ای در سال ۱۹۲۱ میلادی دربارهٔ گزارش‌های دانشجویان دانشگاه در مورد ویژگی‌هایی در افراد که باعث جذابیت و دافعه می‌شوند، استدلال کرد که ویژگی‌های ایستا، مانند زیبایی یا زشتی ویژگی‌های بدنی چهره‌ای، موقعیتی تابع و با اهمیت کمتری از گروه‌هایی از عناصر فیزیکی مانند رفتار بیانی، رفتار محبت آمیز، میزان لطف، رفتار ویژگی‌های اشرافی، دستاوردهای اجتماعی و عادات شخصی دارند.
«Grammer» و همکارانش هشت «ستون» زیبایی را شناسایی کرده‌اند: جوانی، تقارن، در میانگین بودن (averageness)، نشانگرهای هورمون‌های جنسی، بوی بدن، حرکت، رنگ پوست و بافت مو. به‌طور سنتی در ساموآ، چربی بدن قابل قبول یا جذاب بوده‌است.

### ویژگی‌های چهره
یک مطالعه ایتالیایی که در سال ۲۰۰۸ میلادی منتشر شد، موقعیت ۵۰ نقطه عطف بافت نرم صورت ۳۲۴ پسر و دختر نوجوان سفیدپوست شمال ایتالیای شمالی را مورد بررسی قرار داد تا ویژگی‌های گروهی متشکل از ۹۳ فرد «زیبا» را که توسط یک آژانس بازیگری تجاری انتخاب شده بودند را مقایسه کند. یک گروه مرجع با ابعاد و نسبت‌های طبیعی دندانی صورت بود. این تحقیق نشان داد که در مقایسه با گروه مرجع، نوجوانان جذاب دارای ویژگی‌های زیر هستند:
- نسبت بین حجم پیشانی و کل صورت بزرگتر است.
- حجم بینی کوچکتر است.
- فاصله بین چشم‌گوشه بیرونی بزرگتر است.
- قد و عمق کل صورت کاهش یافته‌است.

برخی از گرایش‌ها بر اساس سن و جنسیت متفاوت است:
- حجم صورت در پسران جذاب مسن‌تر از همسالانشان کوچک‌تر، اما در دختران جذاب بزرگ‌تر است.
- چهره نوجوانان جذاب مسن تر کمتر گرد است (نسبت بزرگتر بین ناحیه صورت و حجم)، اما برعکس این برای دختران در هر سنی صادق بود.
- پسران بزرگتر جذاب زوایای تحدب صورت کوچکتر با نیمرخ‌های حادتر داشتند، در حالی که در دختران الگوی معکوس یافت شد.
- زاویه نازولبیال «nasolabial angle» یا چین بینی‌لبی در دختران کاهش یافته‌است، اما در پسران بزرگتر این اثر معکوس است.
- پسران جذاب مسن تر چانه برجسته تری داشتند.

این مطالعه به این نتیجه رسید که نوجوانان جذاب دارای ویژگی‌های نئوتنی و نوجوانی بیشتری هستند، اما پسران جذاب مسن تر نیز تمایل به دودیسی جنسی بیشتری را نشان می‌دهند.
برخلاف تصور غلط رایج، یک مطالعه نشان می‌دهد که جای زخم غیر شدید صورت، جذابیت مرد را برای روابط کوتاه‌مدت افزایش می‌دهد.

### تقارن
چهره‌ها و بدن‌های متقارن ممکن است نشانه‌هایی از وراثت خوب برای زنانی که به دنبال ایجاد فرزندان سالم در سنین باروری هستند باشد. مطالعات نشان می‌دهد که زنان کمتر جذب مردانی با چهره‌های نامتقارن می‌شوند و چهره‌های متقارن با عملکرد ذهنی بهتر در درازمدت مرتبط هستند و نشانه‌ای از این هستند که مرد در هنگام رشد، «اختلالات ژنتیکی و محیطی کمتری مانند بیماری‌ها، سموم، سوء تغذیه یا جهش‌های ژنتیکی» را تجربه کرده‌است. به دلیل اینکه دستیابی به تقارن در طول رشد انسان یک کار دشوار است و نیازمند میلیاردها تولید مثل سلولی در عین حفظ ساختاری موازی است و دستیابی به تقارن یک نشان قابل مشاهده از سلامت ژنتیکی است.
مطالعات همچنین نشان داده‌اند که زنان در اوج باروری بیشتر در مورد مردانی با تقارن چهره بیشتر خیال‌پردازی می‌کنند، و مطالعات دیگر نشان داده‌اند که تقارن مردانه تنها عاملی است که می‌تواند به‌طور قابل‌توجهی احتمال تجربه ارگاسم را در طول رابطه جنسی پیش‌بینی کند. زنانی که شرکایشان دارای تقارن بیشتر بودند، ارگاسم زنانه به‌طور قابل توجهی بیشتر از زنانی که شرکایشان تقارن پایینی داشتند گزارش کردند، حتی با کنترل بسیاری از متغیرهای مخدوش کننده بالقوه. این یافته در فرهنگ‌های مختلف وجود دارد. استدلال شده‌است که دودیسی صورت (در مردان) و تقارن در چهره‌ها نشانه‌هایی هستند که کیفیت ژنتیکی را در جفت‌های بالقوه تبلیغ می‌کنند. عدم تقارن نوسانی کم صورت و بدن ممکن است نشان دهنده سلامت و هوش خوب باشد که ویژگی‌های مطلوبی هستند. مطالعات نشان داده‌است که زنانی که خود را از نظر فیزیکی جذاب‌تر می‌دانند، نسبت به زنانی که خود را از نظر فیزیکی جذاب‌تر نمی‌دانند، بیشتر از مردانی که دارای درجه‌ای از تقارن چهره بالاتر هستند علاقه‌مند هستند. مشخص شده‌است که زنان و مردان متقارن تمایل به شروع آمیزش جنسی در سنین پایین‌تر، داشتن شرکای جنسی بیشتر و هم‌خوابگی یک‌شبه بیشتری دارند. همچنین خیانت در آنها بیشتر رخ می‌دهد. مطالعه ای بر روی بازیکنان لیگ ملی فوتبال ایالات‌متحده نشان داد که بین تقارن صورت و دستمزدها همبستگی مثبت وجود دارد.

## عوامل مختص به مردان

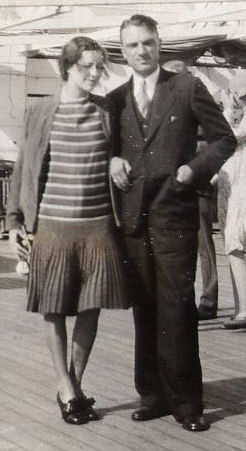
انسان ها از نظر جنسی دودیس هستند. مردی با ویژگی‌های «در میانگین» (متوسط با عادی) از زن« در میانگین» بلندتر است.

زنان به‌طور میانگین تمایل و علاقه بیشتری به مردانی دارند که کمر نسبتاً باریک، نیم تنه ای V شکل و شانه‌های پهن هستند دارند. زنان همچنین تمایل بیشتری به جذب مردانی که قدشان بلندتر از آنهاست، و میزان بالایی از تقارن صورت، و همچنین دودیسی نسبتاً مردانه صورت را نشان می‌دهند، دارند. زنان، با صرف نظر از گرایش جنسی، نسبت به مردان تمایل کمتری به جذابیت فیزیکی شریک زندگی خود دارند.

### بوی بدن
مطالعات دوسوکور نشان داد که زنان بوی مردانی را ترجیح می‌دهند که از نظر چهره جذاب ارزیابی می‌شوند. برای مثال، هم مرد و هم زن بیشتر جذب عطر و بوی طبیعی افرادی می‌شدند که بر اساس اجماع از نظر چهره جذاب ارزیابی شده بودند. علاوه بر این، همچنین نشان داده شده‌است که زنان به رایحه مردان با چهره‌های متقارن‌تر ترجیح بیشتری می‌دهند و ترجیح زنان برای بوی مردان متقارن‌تر در بارورترین دوره چرخه قاعدگی آنها قوی‌تر است. در مجموع زنان در چرخه معمولی قاعدگی، ترجیح زنان برای عطر مردان با تقارن صورت بالا با احتمال بارداری آنها ارتباط دارد. بوی بدن مردان نیز تحت تأثیر رژیم غذایی آنها قرار می‌گیرد، به طوری که زنان ترجیح می‌دهند بوی بدن مردانه مرتبط با افزایش محتوای رژیم غذایی میوه و سبزیجات و پروتئین و کاهش محتوای کربوهیدرات باشد.

### موی بدن
مطالعات انجام شده در ایالات متحده، نیوزلند و چین نشان داده‌است که زنان مردانی که موهای تنه (سینه و شکم) ندارند را جذاب‌ترین می‌دانند و با افزایش موهای زائد، رتبه‌بندی جذابیت کاهش می‌یابد. با این حال، مطالعه دیگری نشان داد که میزان متوسط موهای تنه در مردان برای نمونه در زنان بریتانیایی و سریلانکایی جذاب‌تر است. علاوه بر این، درجه ای از «hirsuteness» (میزان مو) و نسبت دور کمر به شانه ۰٫۶ در ترکیب با هیکلی عضلانی ترجیح داده می‌شود. در مطالعه‌ای که با استفاده از زنان فنلاندی انجام شد، زنانی که پدران با موی بیشتری داشتند، بیشتر مردان مودار را ترجیح می‌دادند، که نشان می‌دهد ترجیح دادن به مردان مودار نتیجه ژنتیک یا نقش‌پذیری است. در میان مردان همجنس‌گرا، مطالعه دیگری (Yee N. , 2002) گزارش داد که مردان همجنس‌گرا که خود را «فقط فاعل» می‌شناسند، مردان کم‌مو را ترجیح می‌دهند، 

### موی صورت
یک مطالعه نشان می‌دهد که مردانی که موهای صورت آنها، گونه‌ها، لب بالایی و فک پایین را پوشانده‌است، از نظر فیزیکی جذاب‌تر از مردانی با موهای با مناطق کمتر صورت هستند. در این مطالعه، موهای صورت مردان به چهار دسته تقسیم شدند که هر کدام از نظر ضخامت و پوشش متفاوت بودند: بسیار سبک، سبک، متوسط و سنگین (زیاد). موهای کم صورت به عنوان جذاب‌ترین، پس از آن متوسط، سنگین و کم جذاب‌ترین آنها «بسیار سبک یا (کم)» رتبه‌بندی شدند. این مطالعه نشان می‌دهد که برخی از موهای صورت بهتر از هیچ هستند زیرا رشد مردانه را نشان می‌دهند، زیرا رشد ریش نیاز به تبدیل تستوسترون دارد. این مطالعه فقط موهای صورت مردان اروپایی با موهای قهوه ای را مورد بررسی قرار داد، بنابراین نتایج ممکن است نشان دهنده مردان از همه قومیت‌ها و رنگ موها نباشد. یک مطالعه متفاوت نشان داد که زنان بیشتر جذب صورت‌های تراشیده شده نسبت به صورت‌های ریش دار می‌شوند.

## عوامل مختص به زنان
تحقیقات نشان می‌دهد که مردان دگرجنسگرا تمایل به جذب زنان جوان و زیبا با تقارن بدنی دارند. مدرنیته به جای کاهش تأکید بر این ویژگی‌ها، تنها تأکید مردان بر ظاهر زنان را افزایش داده‌است. روانشناسان تکاملی چنین جذابیتی را به ارزیابی پتانسیل باروری در یک همسر احتمالی نسبت می‌دهند.

### ویژگی‌های چهره

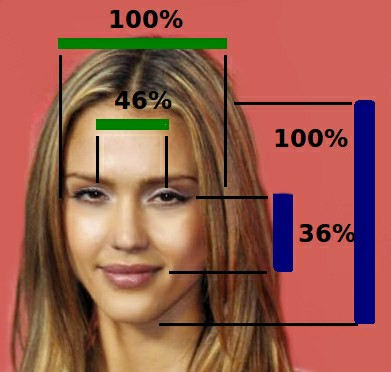
یک مطالعه دانشگاه تورنتو نشان داد که نسبت صورت جسیکا آلبا نزدیک به میانگین صورت مجموع تمامی زنان است.

تحقیقات تلاش کرده‌است تا مشخص کند کدام ویژگی‌های صورت جذابیت را نشان می‌دهد. نشان داده شده‌است که تقارن صورت در زنان جذاب تلقی می‌شود و مردان به لب‌های پر، پیشانی بلند، صورت پهن، چانه کوچک، بینی کوچک، فک کوتاه و باریک، استخوان گونه بلند، پوست شفاف و صاف و پهن و چشم‌های گشاد را ترجیح می‌دهند. صورت از نظر «چگونگی آویزان شدن همه چیز به هم» یک عامل مهم در زیبایی است. زنانی که حلقه‌های لیمبال تیره و ضخیم در چشمانشان دارند نیز جذاب‌تر هستند. توضیح داده شده این است که چون حلقه با افزایش سن و مشکلات پزشکی محو می‌شود، حلقه لیمبال برجسته نشان دهنده جوانی است.
در ادبیات فارسی به زنان زیبا گفته می‌شود که بینی فندق مانند دارند. در جامعه عربی قرون وسطی، یکی از مؤلفه‌های آرمان زیبایی زنان این بود که زنان بینی‌های راست و ظریف داشته باشند. در ادبیات یهودی خاخام‌ها، خاخام‌ها بینی ظریف را بهترین نوع بینی برای زنان می‌دانستند. در ژاپن و در دوره ادو، یکی از مؤلفه‌های ایدئال زیبایی زنان این بود که زنان دارای بینی‌های بلند راست و نه «خیلی بلند» باشند.
در یک مطالعه بین فرهنگی، مشخص شد که چهره‌های نئوتنی‌شده‌تر (یعنی ظاهری جوان‌تر) در چهره زنان برای مردان جذاب‌تر هستند، در حالی که چهره‌هایی زنانه‌ای که کمتر این ویژگی را داشتند، برای مردان و با صرف‌نظر از سن واقعی زنان، جذابیت کمتری دارند. در مطالعه‌ای بر روی زنان ایتالیایی که برنده مسابقات زیبایی شده‌اند، مشخص شد که چهره‌های آنها ویژگی‌های «کودکی» (pedomorphic) بیشتری نسبت به زنان «عادی» که به عنوان مرجع استفاده شده بودند دارند.

### سینه‌ها
تحقیقات نشان داده‌است که اکثر مردان دگرجنسگرا از دیدن سینه‌های زنانه لذت می‌برند و سینه‌های بزرگ و سفت را ترجیح می‌دهند. با این حال، یک مطالعه متناقض بر روی دانشجویان کارشناسی با ملیت انگلیسی نشان داد که مردان جوان‌تر سینه‌های کوچک را در زنان ترجیح می‌دهند. سینه‌های کوچکتر به‌طور گسترده‌ای با جوانی هم‌بستگی داشته‌است. از نظر فرهنگی، مطالعه دیگری «تنوع زیاد» را در مورد اندازه ایدئال سینه نشان داد. برخی از محققان در بریتانیا حدس می‌زنند که تمایل به سینه‌های بزرگ‌تر ممکن است در جوامع غربی ایجاد شده باشد، زیرا زنان با سینه‌های بزرگ‌تر تمایل به سطوح بالاتری از هورمون‌های استرادیول و پروژسترون دارند که هر دو باروری را افزایش می‌دهند.
مطالعه ای توسط «Groyecka» و همکاران، که در آن لهستانی‌ها و یالی از گینه نو را مورد بررسی قرار دادند، نشان داد که قضاوت مردان در مورد ظاهر سینه تحت تأثیر وقوع افتادگی سینه است. افتادگی سینه بیشتر به عنوان جذابیت کمتر تلقی می‌شود و به یک زن در سنین بالاتر نسبت داده می‌شود. این یافته‌ها با تحقیقات قبلی که جذابیت سینه‌ها را با جوانی زنان مرتبط می‌دانست، همخوانی دارد. برخلاف اندازه سینه، به نظر می‌رسد افتادگی سینه یک نشانگر جهانی جذابیت سینه زنانه در انسان باشد.
یک مطالعه نشان داد که مردان سینه‌های متقارن را ترجیح می‌دهند. تقارن سینه ممکن است به خصوص به اختلالات رشدی حساس باشد و تفاوت‌های تقارن سینه‌ها در مقایسه با سایر اعضای بدن بسیار زیاد است. زنانی که سینه‌های متقارن‌تری دارند، احتمالاً بچه‌های بیشتری نیز دارند.
ادبیات تاریخی اغلب شامل ویژگی‌های خاص افراد یا جنسیتی است که مطلوب تلقی می‌شود. این ویژگی‌ها اغلب تبدیل به یک موضوع قراردادی شده‌اند و باید با احتیاط تفسیر شوند. در جامعه عربی در قرون وسطی، یکی از مولفه‌های آرمان زیبایی زنان این بود که زنان سینه‌های کوچک داشته باشند. در ادبیات فارسی به زنان زیبا سینه‌هایی مانند انار یا لیمو نبست داده شده. در متن چینی رازهای اتاق جواهر‌دار «به انگلیسی:Jeweled Chamber Secrets» «به چینی: 玉 房 秘 訣» مربوط به دوره شش سلسله، زن ایدئال دارای سینه‌های سفت و قوی «firm» توصیف شده‌است. در ادبیات سانسکریت، اغلب گفته می‌شود که زنان زیبا سینه‌هایشان آنقدر بزرگ است که باعث می‌شود زنان کمی بخاطر وزن خود خم شوند. در ادبیات انگلیسی میانه، زنان زیبا باید سینه‌های کوچکی داشته باشند که مانند سیب یا گلابی گرد باشد.

### اندازه پا
بر اساس برخی مطالعات، اکثر مردان زنان با پاهای کوچک را ترجیح می‌دهند، مانند چین باستان که در آن عمل بستن پا انجام می‌شد. در ادبیات یهودی خاخام‌ها، خاخام‌ها پاهای کوچک را بهترین نوع پا برای زنان می‌دانستند.

### مو
مشخص شده‌است که مردان زنان با موهای بلند را ترجیح می‌دهند. یک توضیح از منظر روانشناسی تکاملی برای این موضوع این است که سوء تغذیه و کمبود مواد معدنی و ویتامین‌ها باعث ریزش مو یا تغییرات مو می‌شود؛ بنابراین مو نشان دهنده سلامت و تغذیه در طول ۲ تا ۳ سال گذشته‌است. موهای براق نیز اغلب یک اولویت بین فرهنگی است. یکی از مولفه‌های آرمان زیبایی زنانه در ادبیات فارسی، داشتن موهای مشکی برای زنان است که در قرون وسطی جامعه عرب نیز ترجیح داده می‌شد. در ادبیات انگلیسی میانه، موهای فرفری جزء ضروری یک زن زیباست.

## در رسانه

### برخی ازافرادمشهورکه در رسانه‌های غرب به عنوان «زیباترین و جذاب‌ترین» برگزیده شده‌اند.[۸۵][۸۶][۸۷]

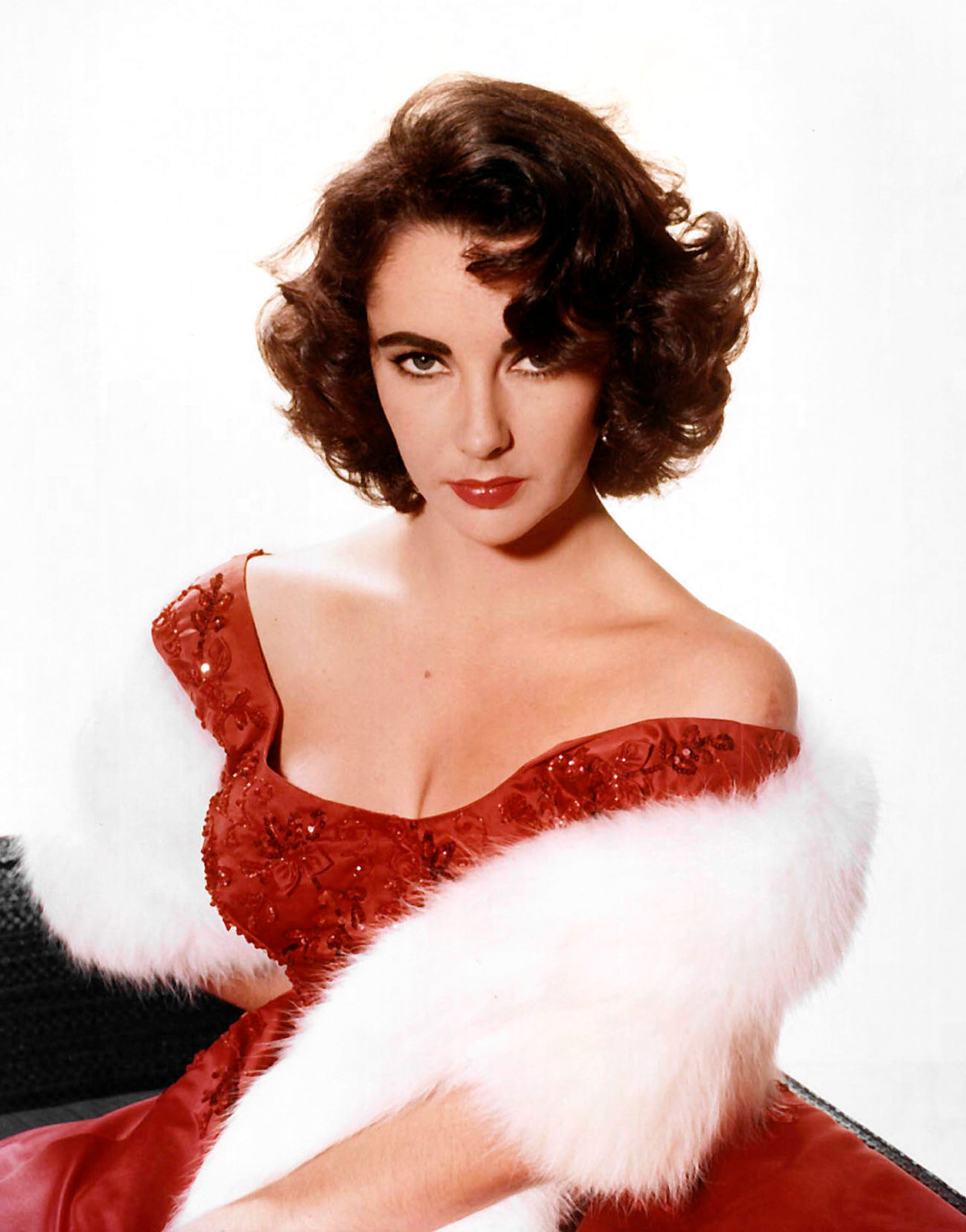
الیزابت تیلور
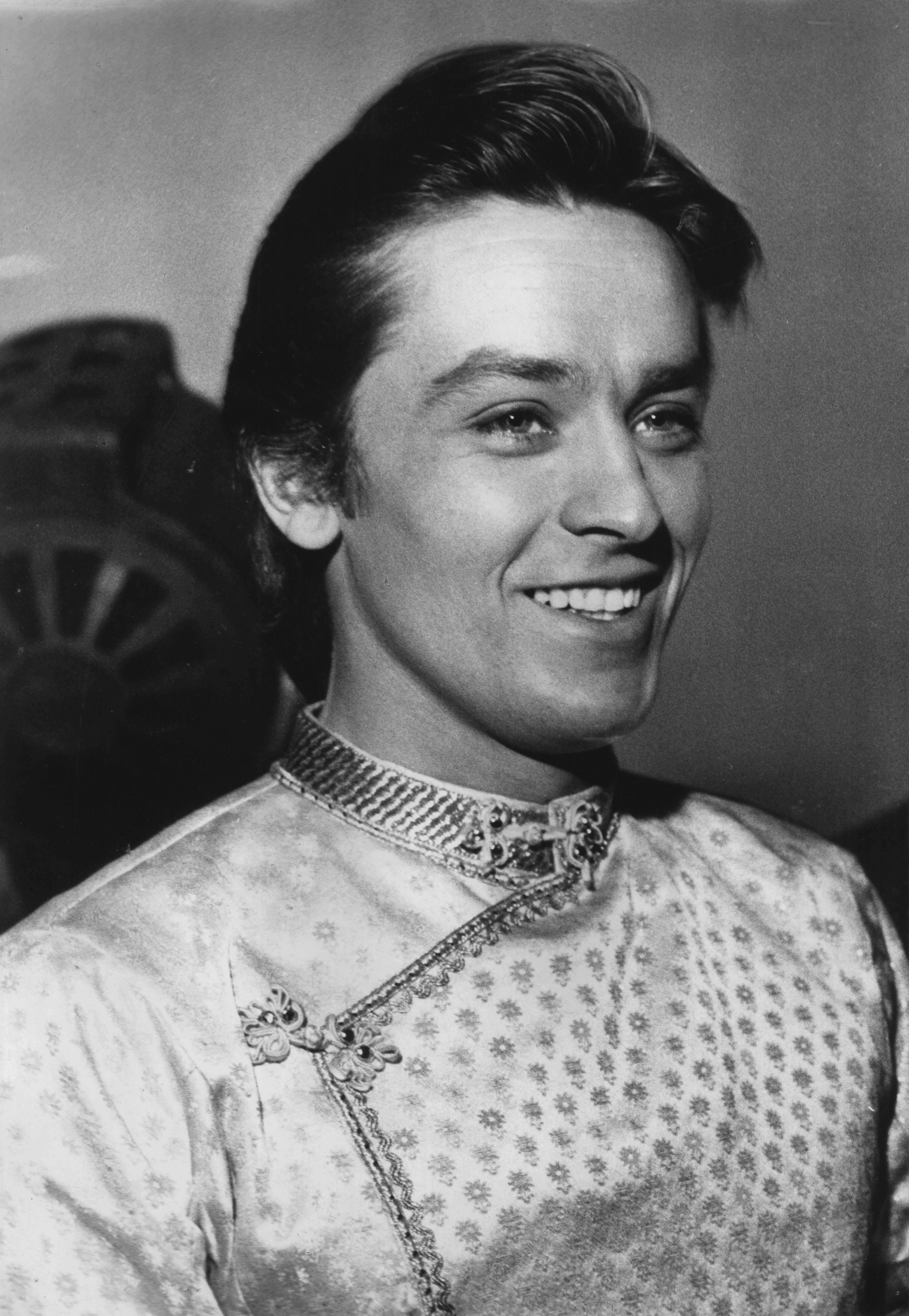
آلن دلون
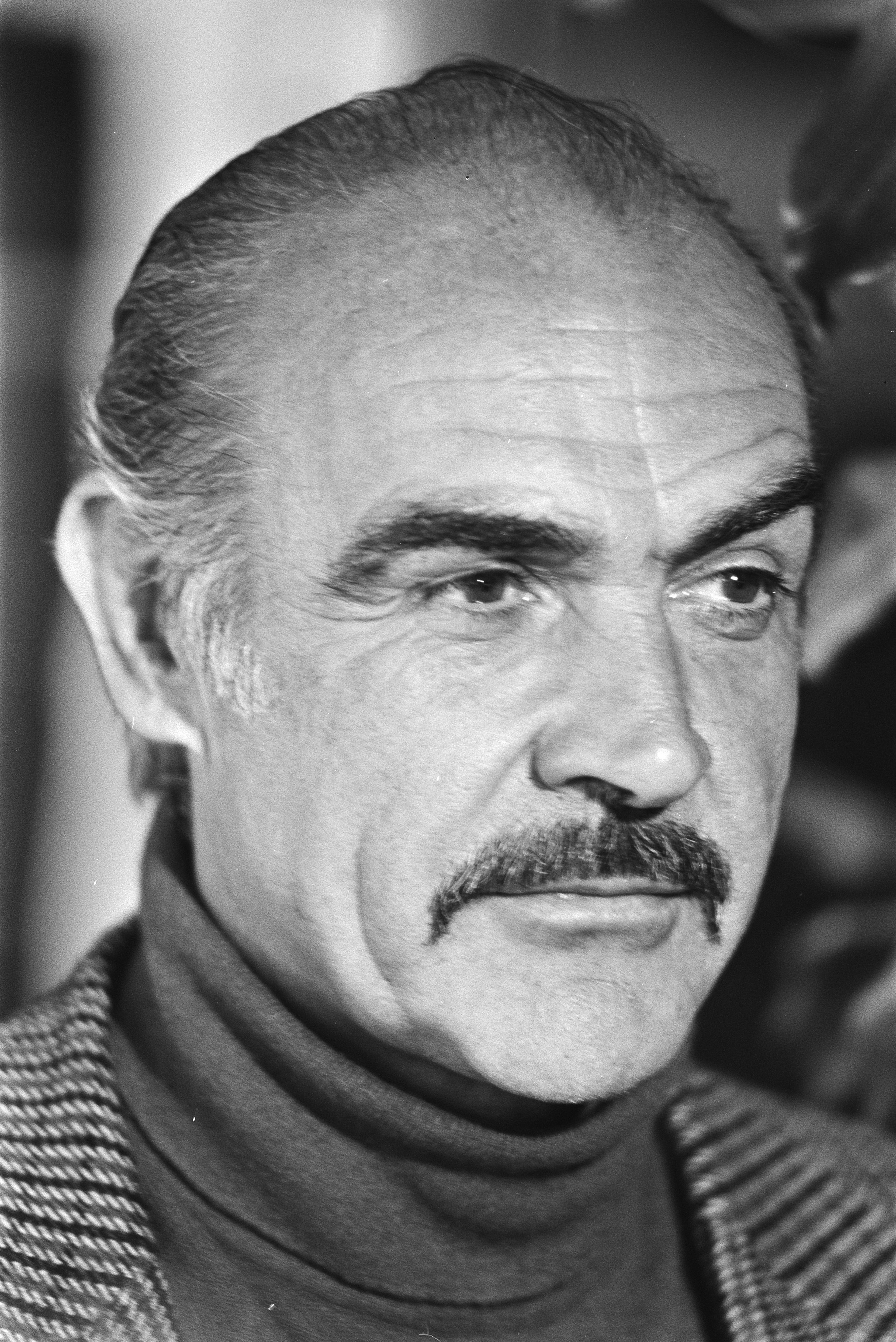
شان کانری
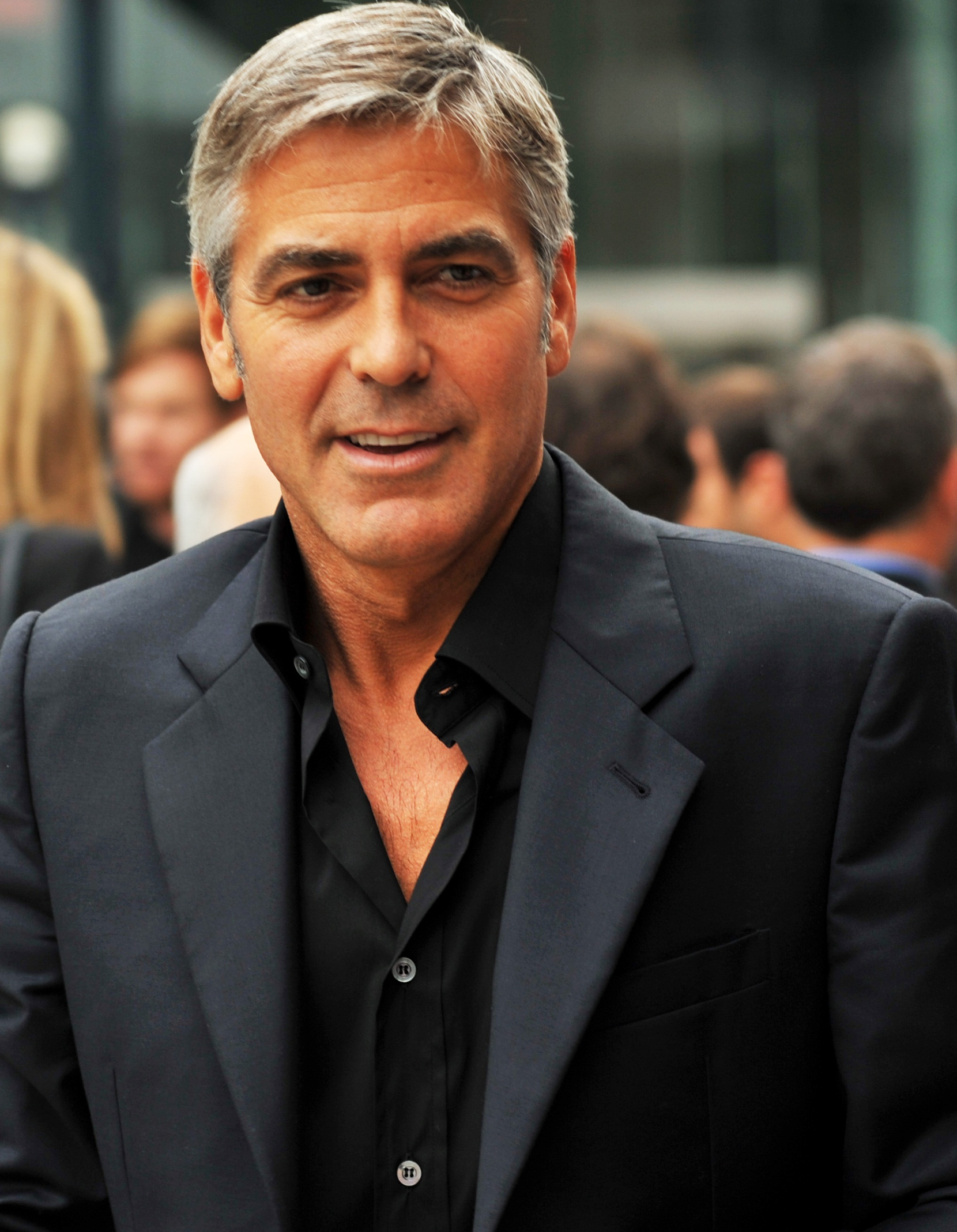
جورج کلونی
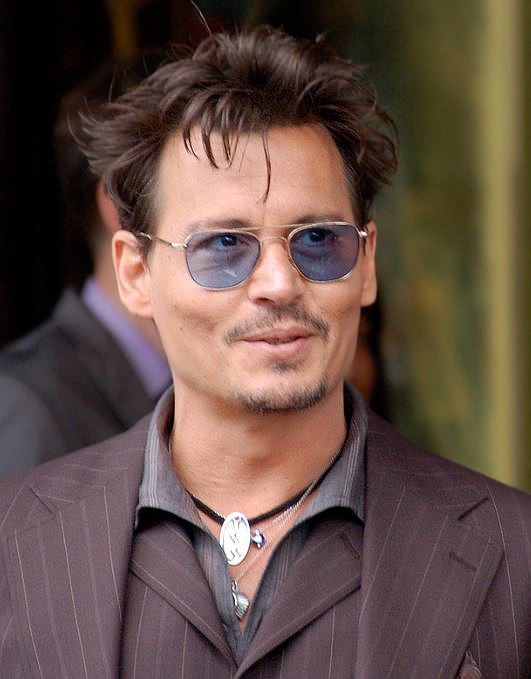
جانی دپ
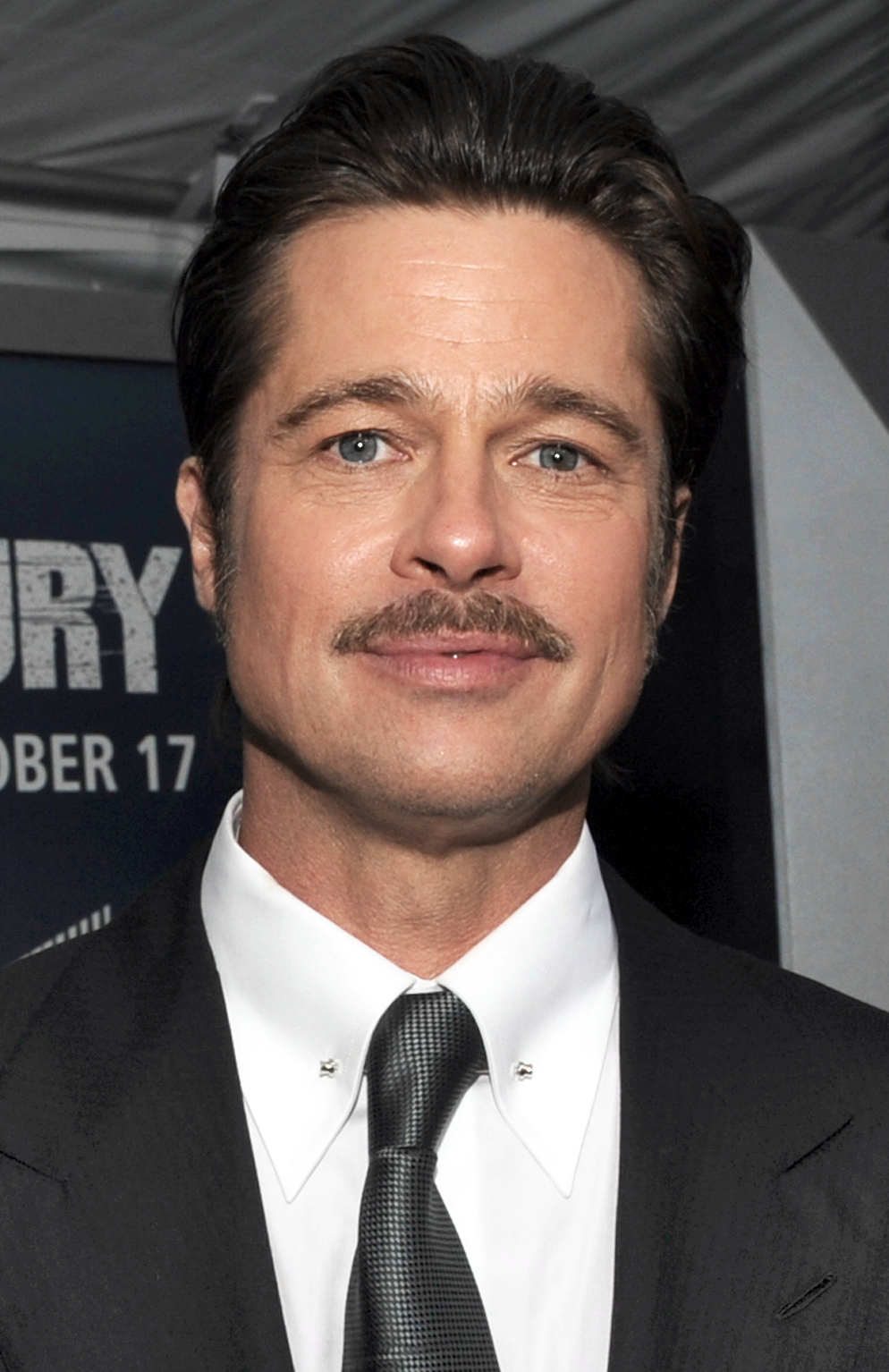
برد پیت
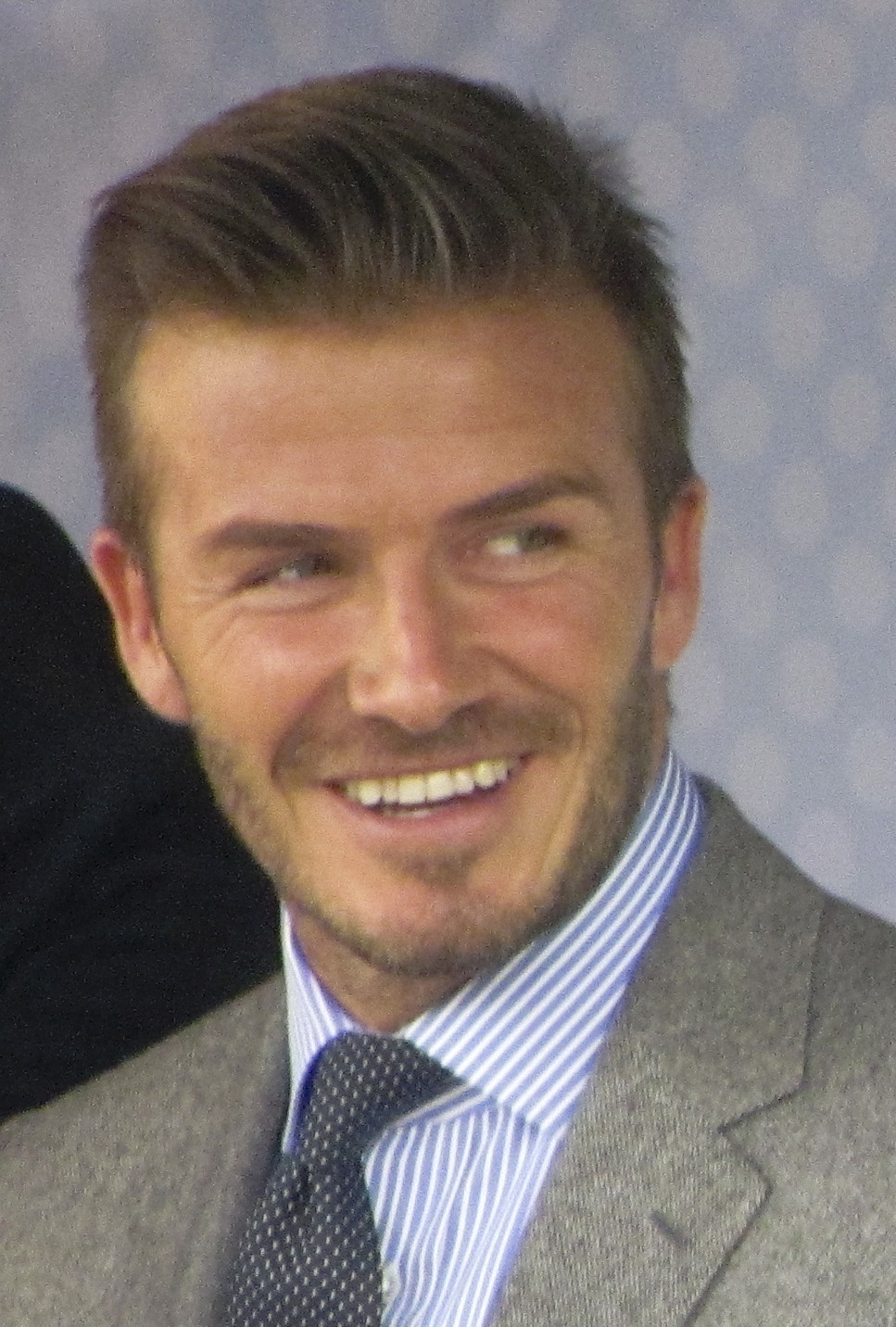
دیوید بکهام
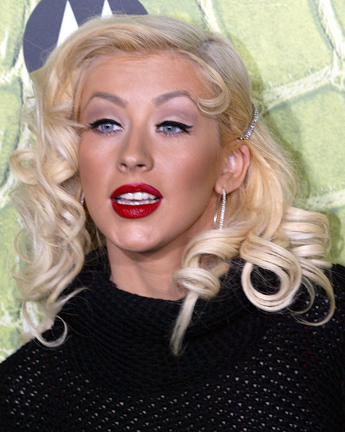
کریستینا اگیلرا
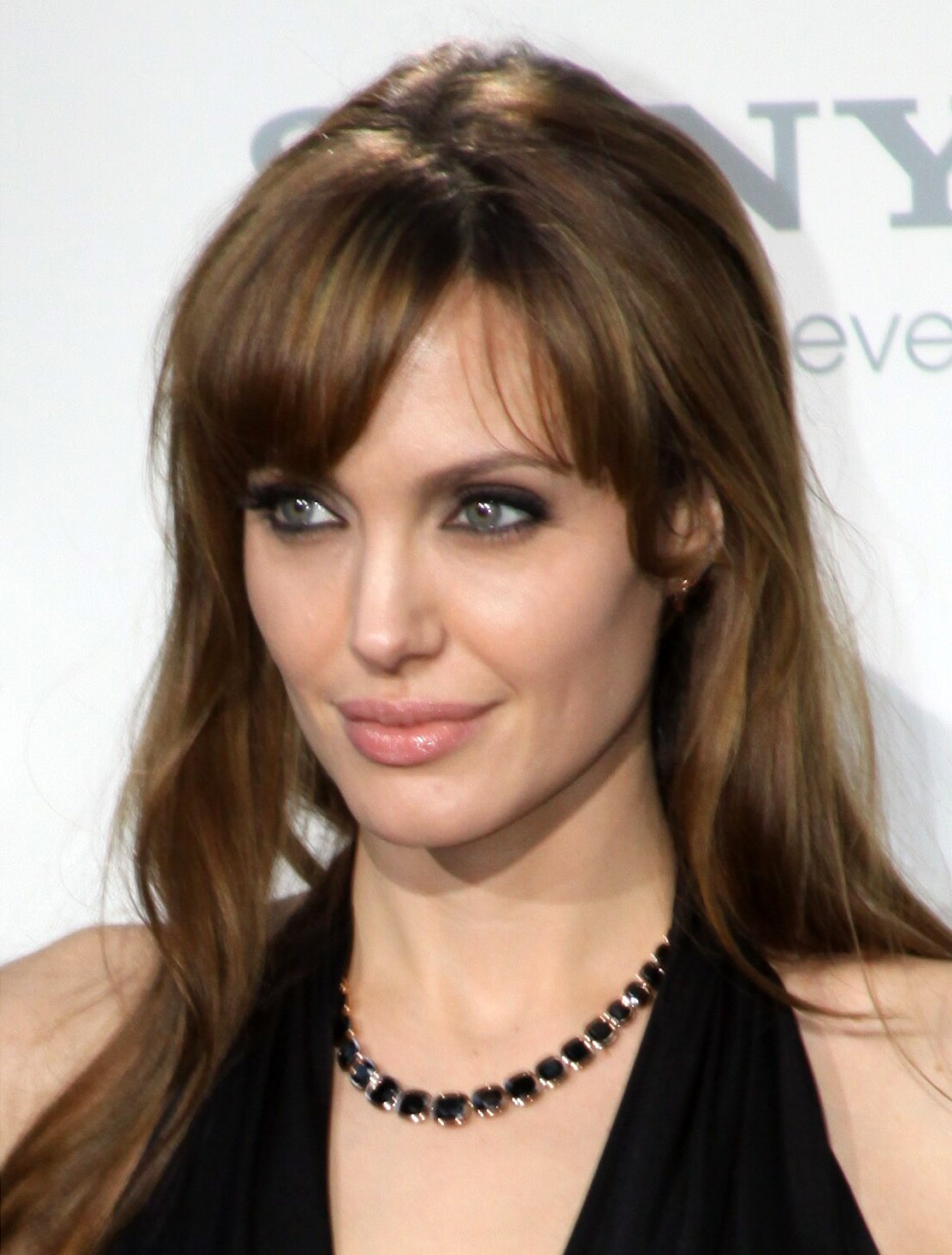
انجلینا جولی
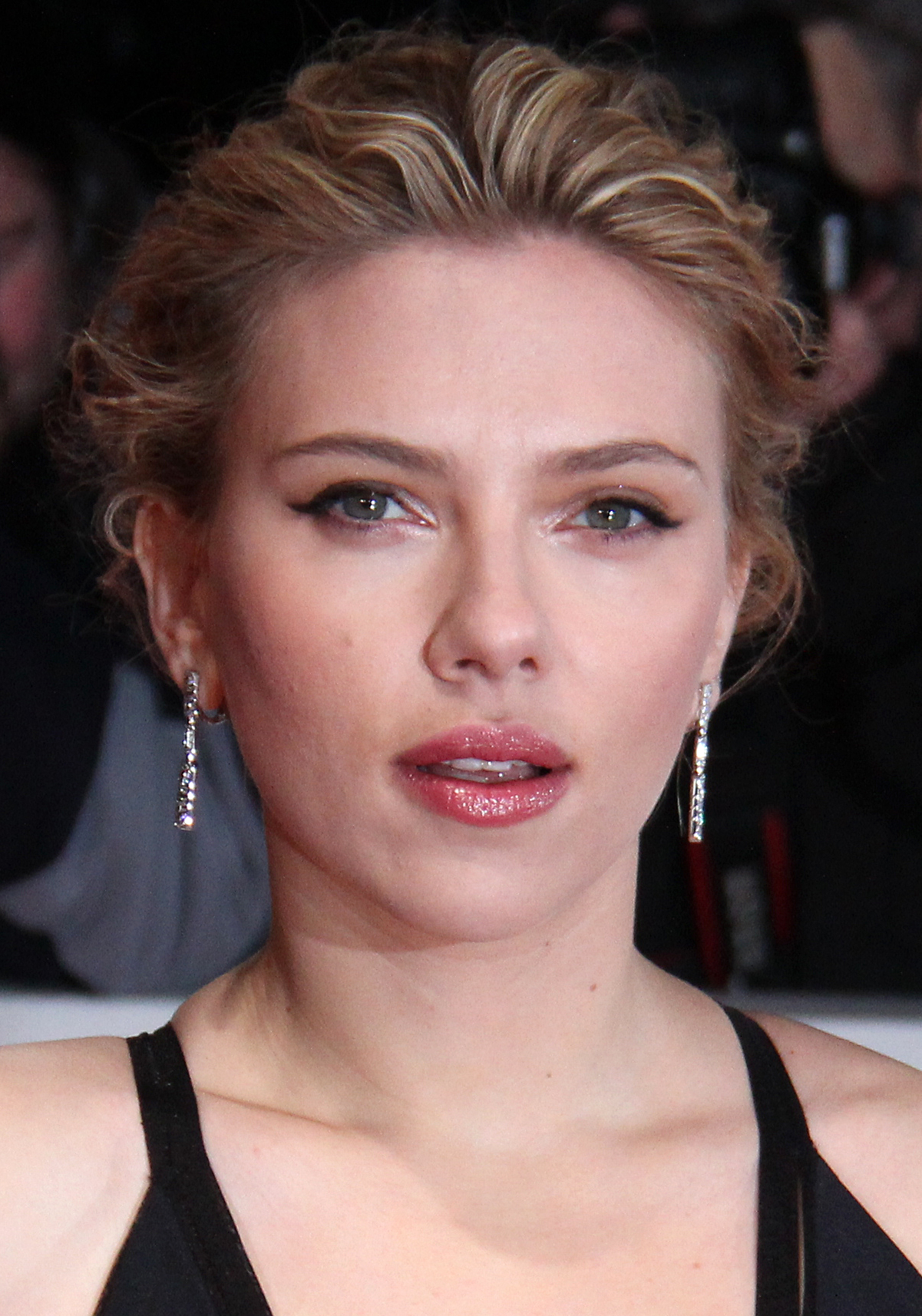
اسکارلت جوهانسون
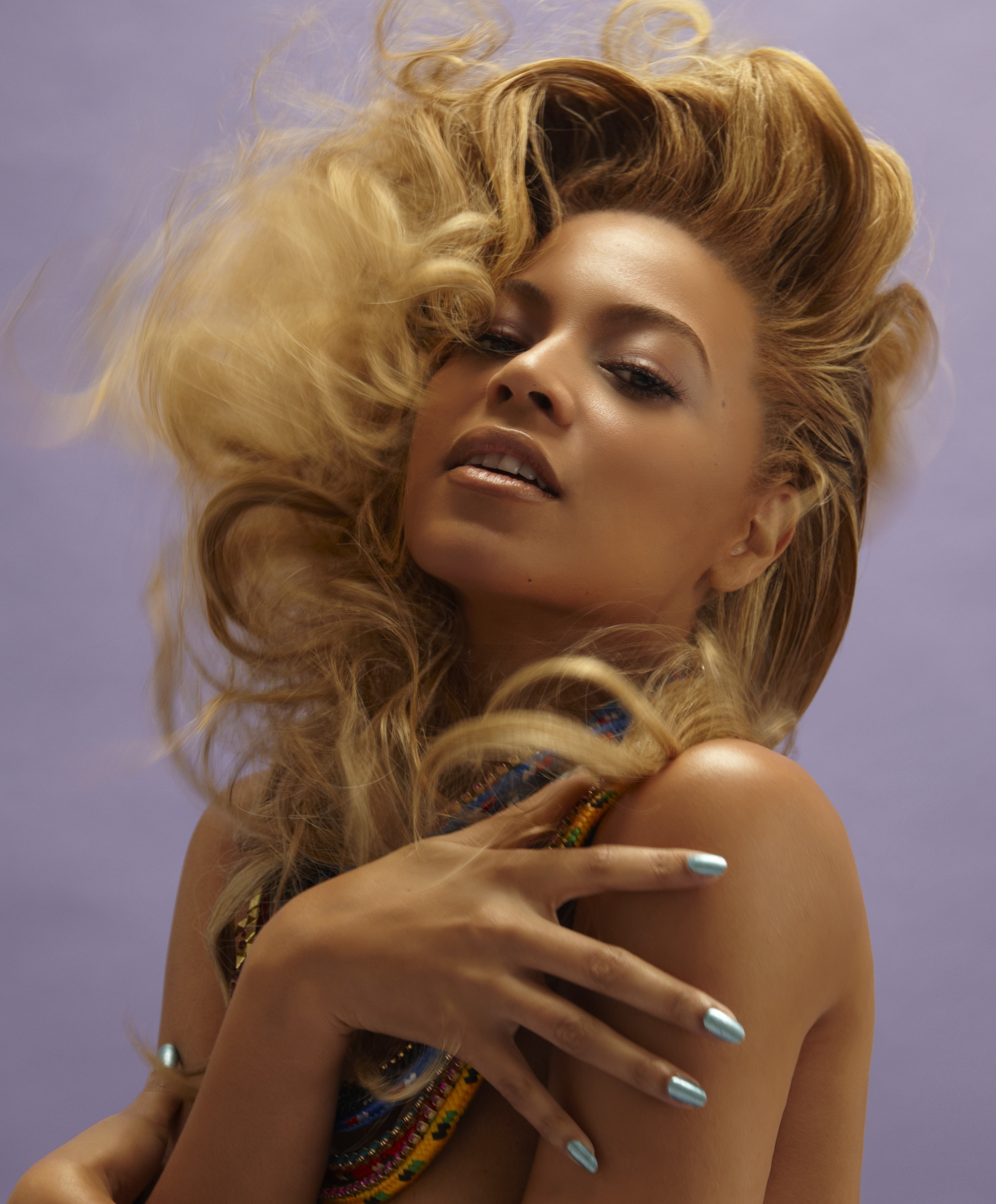
بیانسه
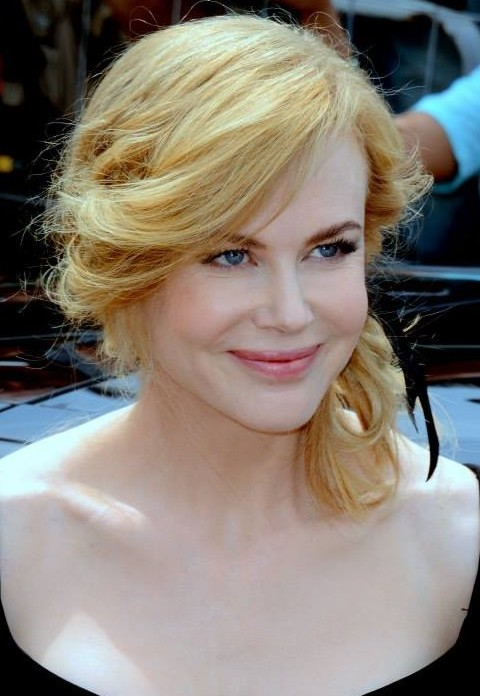
نیکول کیدمن
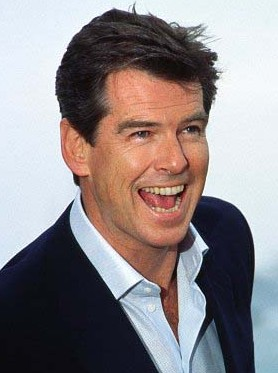
پیرس برازنان
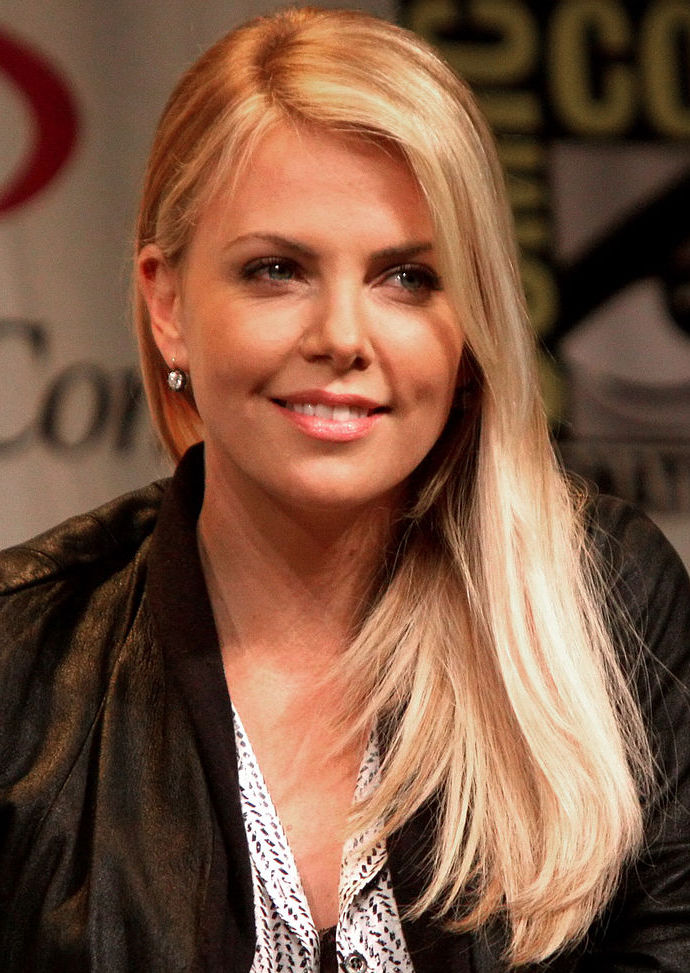
چارلیز ترون
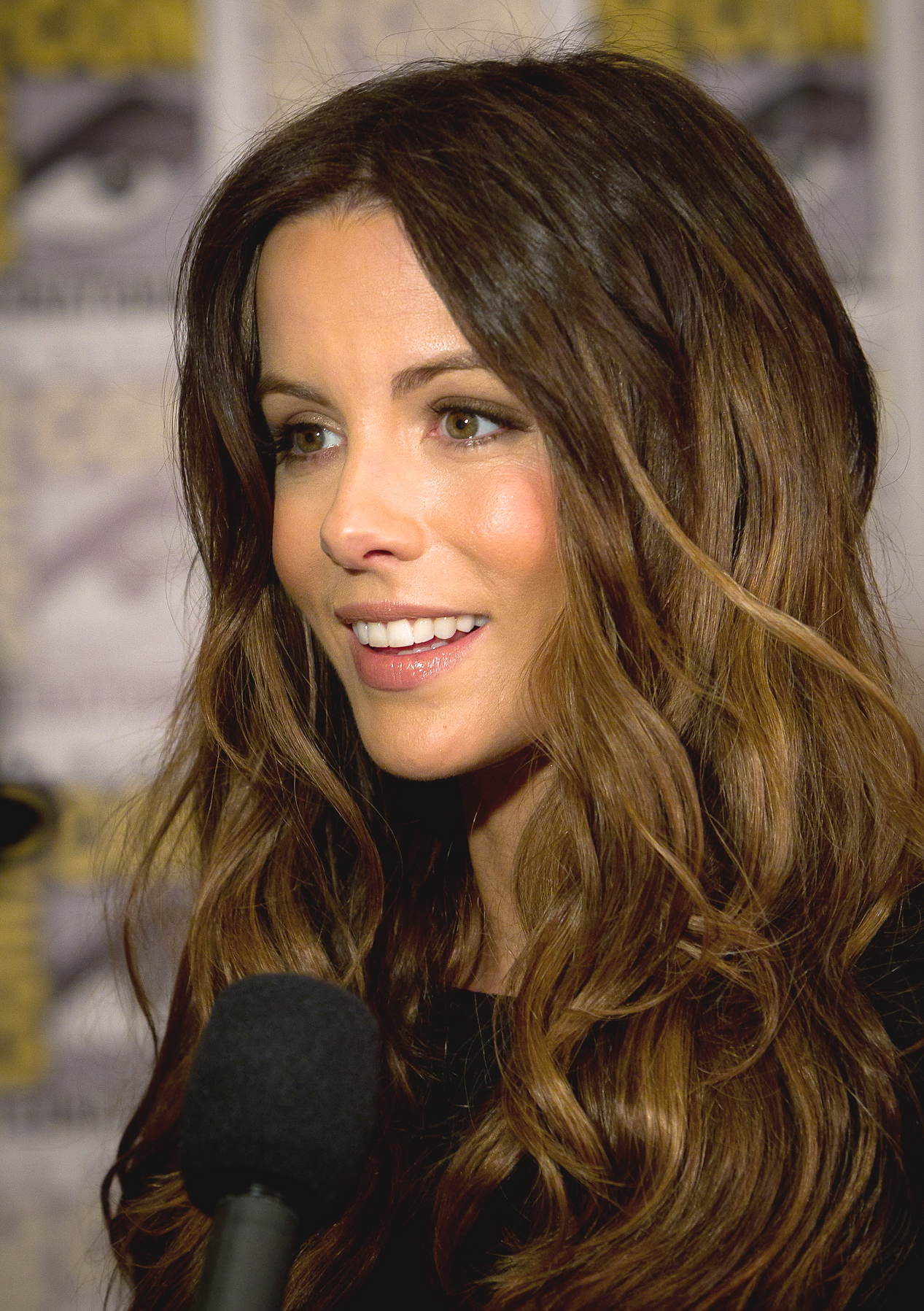
کیت بکینسیل
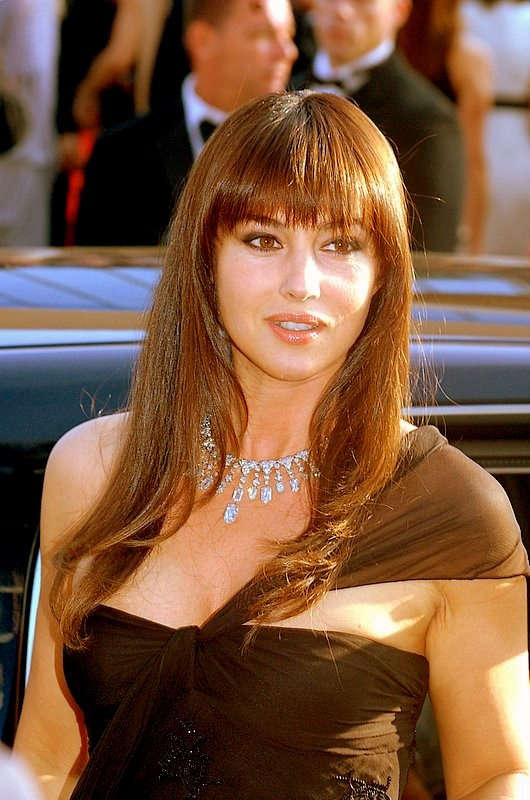
مونیکا بلوچی
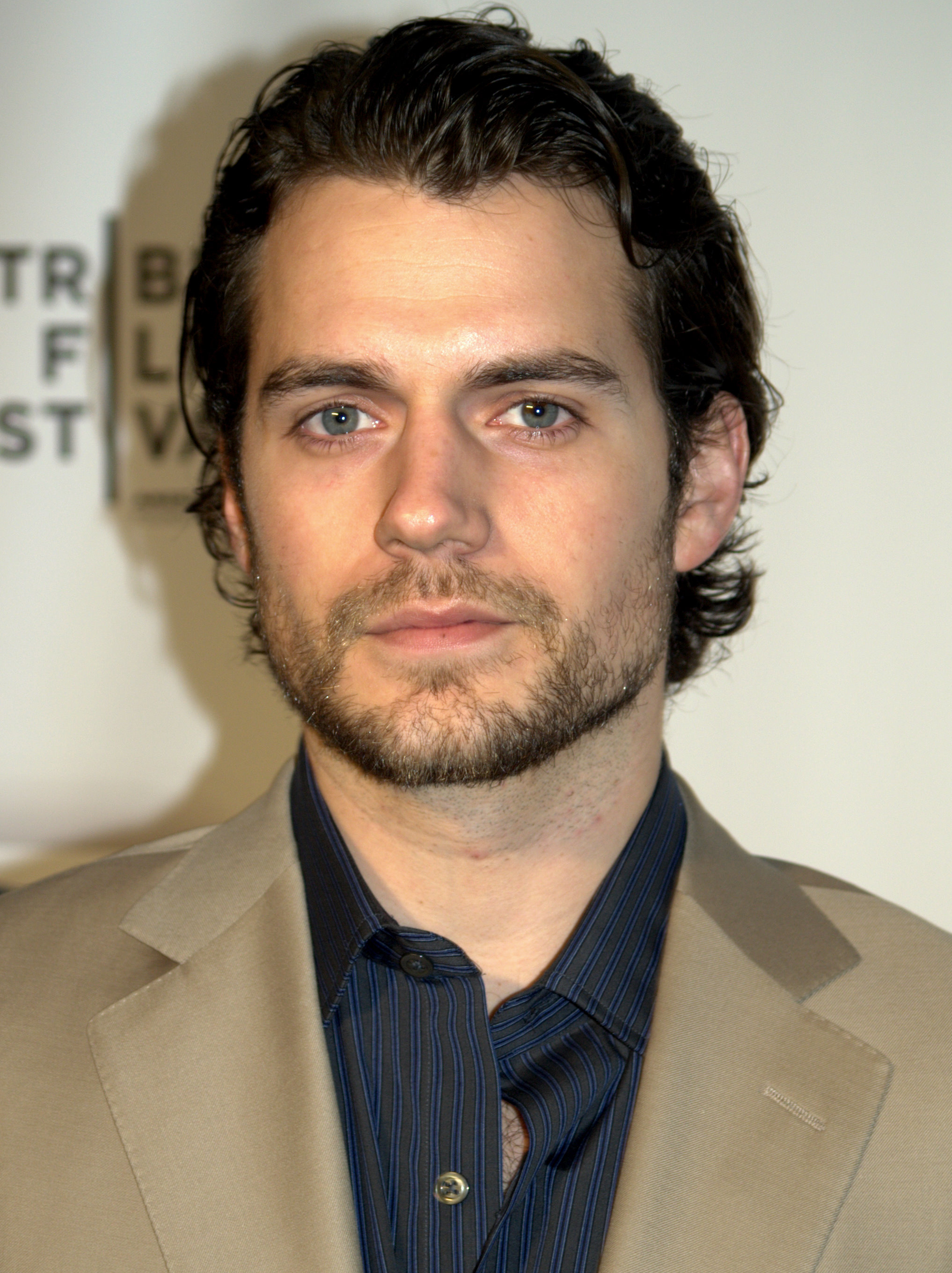
هنری کویل
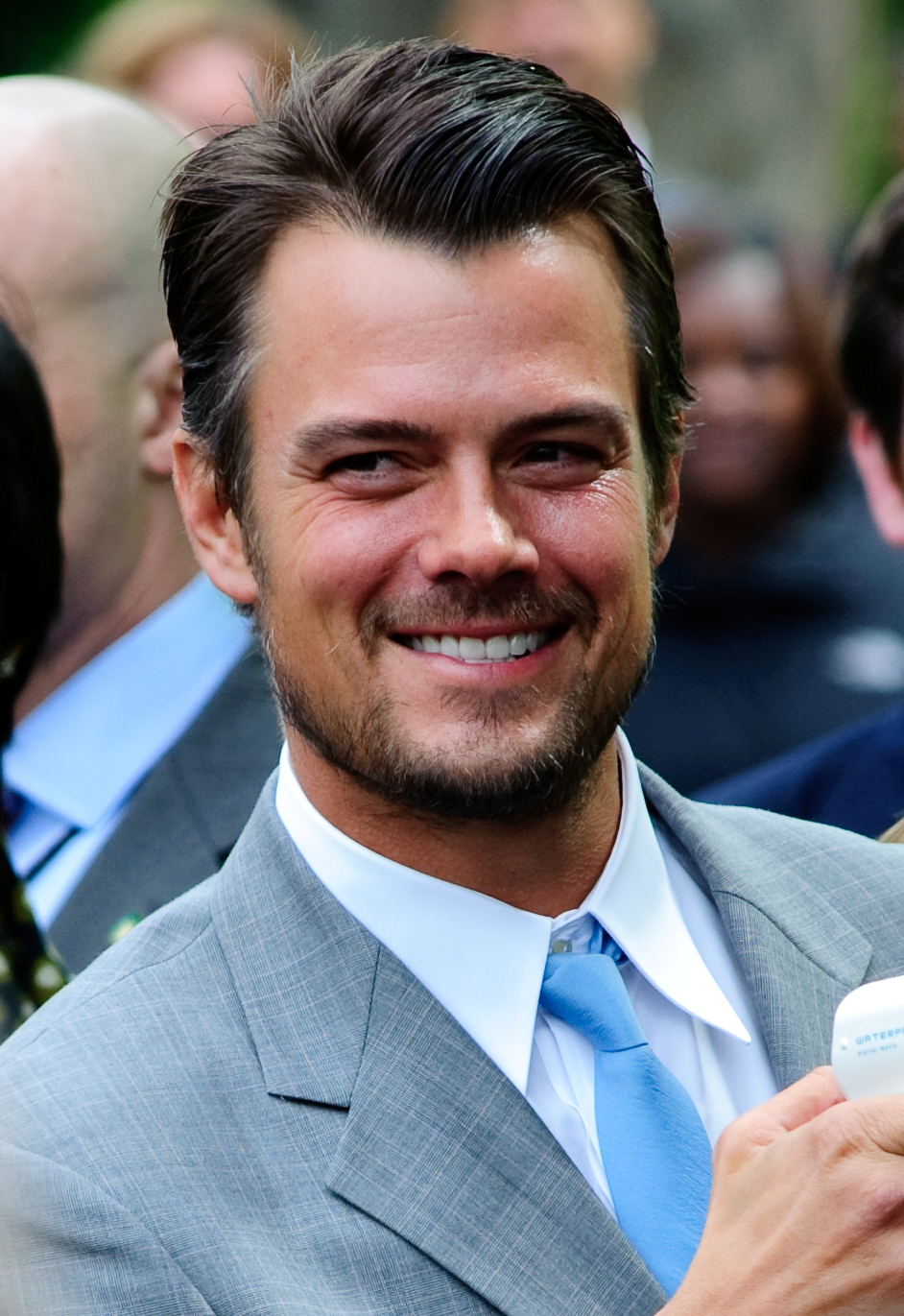
جاش دوهامل
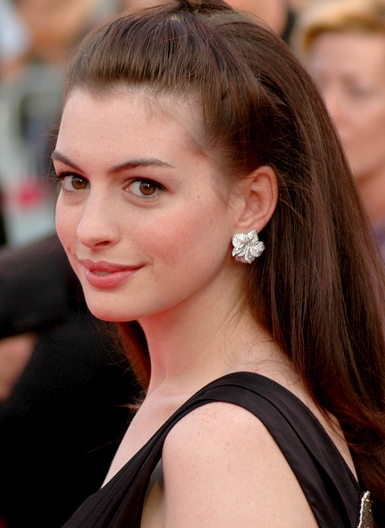
آنا هاتاوی
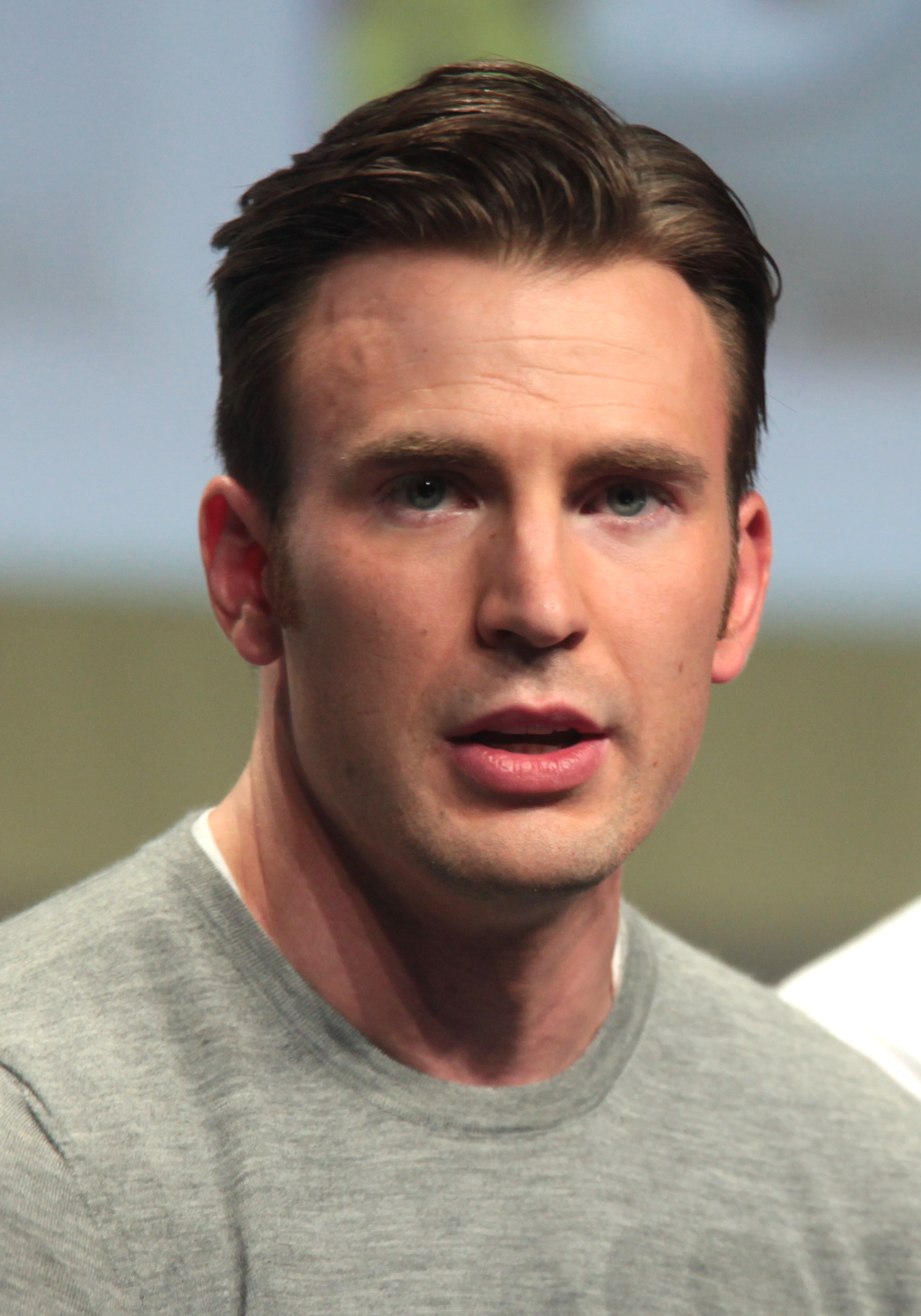
کریس ایوانز
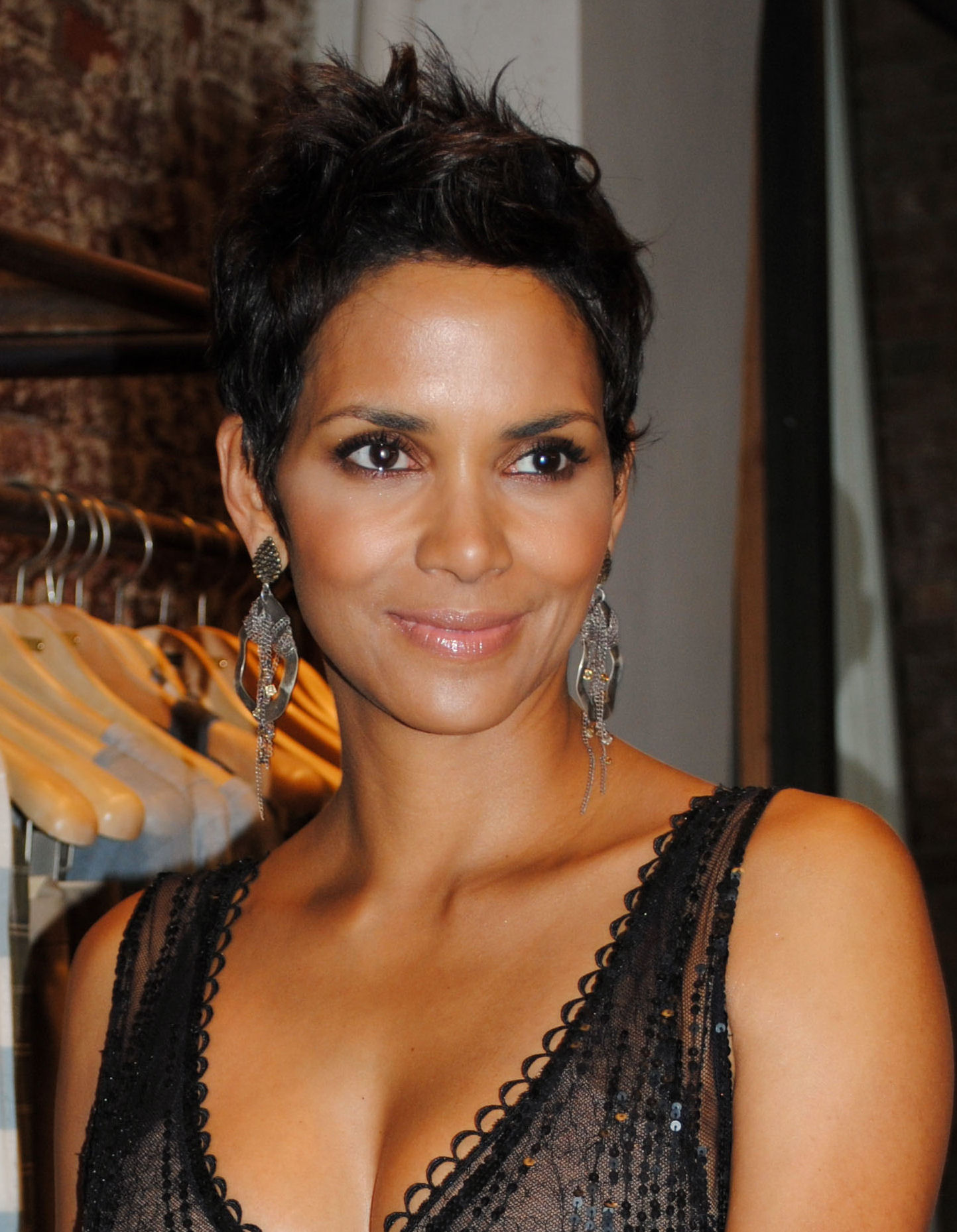
هلی بری
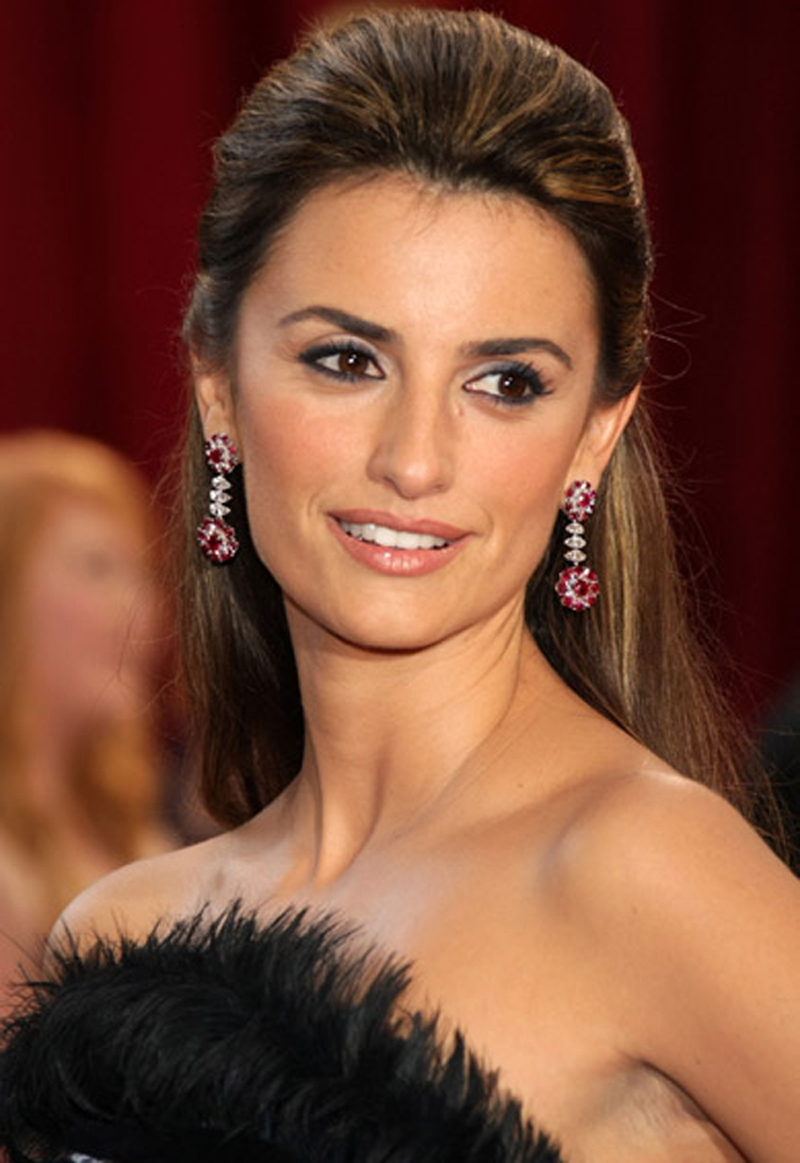
پنه‌لوپه کروز
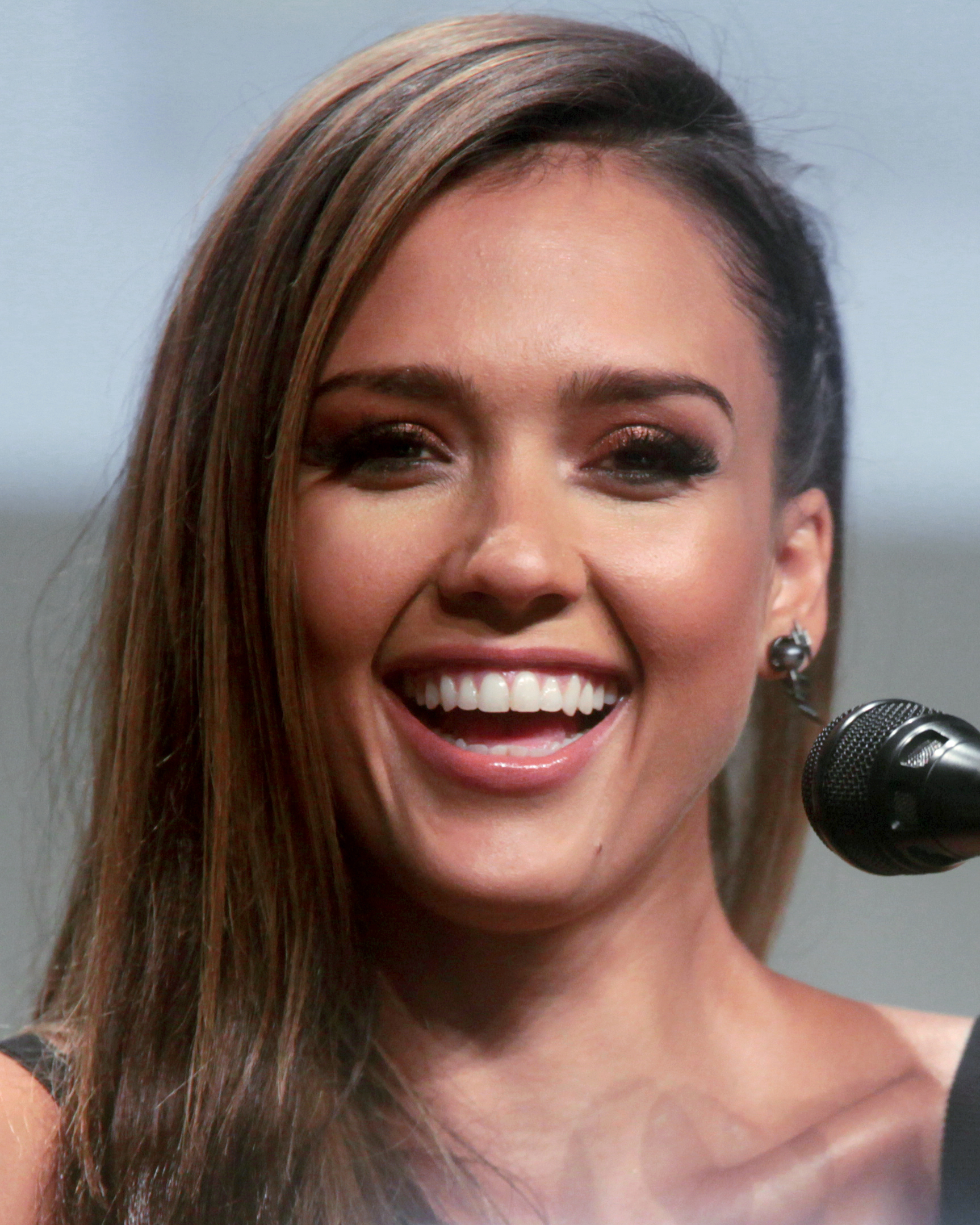
جسیکا آلبا
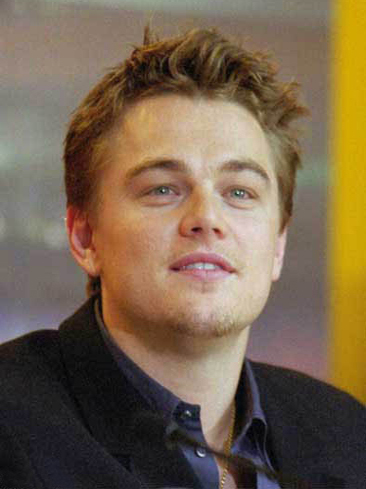
لئوناردو دی‌کاپریو